# Patentblau-Farbstoffe
Patentblau-Farbstoffe sind Säurefarbstoffe aus der Gruppe der Triphenylmethanfarbstoffe. Es handelt sich um Farbstoffe mit einer mäßigen bis guten Alkali- und Lichtechtheit, die zum Färben und Drucken von Wolle und Seide und auch für nichttextile Zwecke verwendet werden.
Die Patentblau-Farbstoffe besitzen als gemeinsames Strukturelement eine Sulfonsäuregruppe in ortho-Position zur Methingruppe, welche die gute Alkaliechtheit bedingt. Der erste Farbstoff dieses Typs war Patentblau V, der 1888 bei Meister Lucius & Brüning, der späteren Hoechst AG, entwickelt wurde.
Wesentliche Beiträge stammen jedoch aus der Basler chemischen Industrie, vor allem der Firma Geigy, später in der Firma Novartis aufgegangen. Von Geigy wurde eine Reihe von Patenten angemeldet, welche das Ziel hatten, den damals bekannten Farbstoff Malachitgrün durch Einbau von Substituenten zu modifizieren. Blaue Farbstoffe wurden für das Färben von Textilien (Wolle, Seide) angestrebt.
Die Erkenntnis, dass Sulfogruppen  eine Veränderung der Farbe von Grün nach Blau bewirken konnten, führte zur Entwicklung der Patentblau-Farbstoffe. Für die Anwendung und den Handel wurden die Varianten mit Großbuchstaben bezeichnet (siehe Tabelle).

## Synthesen
Die Verfahren zur Herstellung werden bei den einzelnen Patentblau-Farbstoffen (siehe Tabelle) genannt. Das historisch wichtigste Beispiel ist die Synthese der ortho-Sulfonsäure des Malachitgrüns (o-Sulfomalachitgrün). Dabei erhält man durch Kondensation von 3-Aminobenzolsulfonsäure (Metanilsäure) mit Bis-(4-N,N-dimethylaminophenyl)methanol („Tetramethyldiamidobenzhydrol“) die „Leukosulfosäure“. Die primäre Aminogruppe wird durch Diazotierung und Reduktion des Diazoniumsalzes nach Grieß mit Ethanol in Gegenwart von Kupfer(I)-oxid entfernt. Schließlich wird die Triphenylmethansulfonsäure mit Bleidioxid zum o-Sulfomalachitgrün oxidiert.
Der Farbstoff wird als „bronzeglänzendes Pulver, das sich mit blauer Farbe in Wasser löst“ beschrieben. Er kann zum Färben von Wolle und Seide verwendet werden, spielt aber heute für diesen Verwendungszweck keine Rolle mehr.
Das wichtigste, weniger umständliche Verfahren zur Herstellung lehnt sich an die Synthese von Malachitgrün an, die Kondensation  von Benzaldehyd mit N,N-Dimethylanilin.
Durch Kondensation von 2-Formylbenzolsulfonsäure (o-Sulfobenzaldehyd, Benzaldehyd-ortho-sulfonsäure) mit N,N-Dimethylanilin wird die „Leukosulfosäure“ gewonnen, welche wiederum zum Farbstoff oxidiert wird. Weitere Farbstoffe werden aus Benzoldisulfonsäuren hergestellt (siehe Tabelle).

## Vertreter
| Bezeichnung                                        | Colour Index | Nichttextile Verwendung                                                     |
| -------------------------------------------------- | ------------ | --------------------------------------------------------------------------- |
| Patentblau V                                       | Acid Blue 3  | Lebensmittelfarbstoff, Färben von Toilettenspülungen / Spülwasser           |
| Patentblau VF                                      | Acid Blue 1  | Vitalfärbung, Kosmetikfarbstoff, Färben von Toilettenspülungen / Spülwasser |
| Patentblau AF                                      | Acid Blue 7  | Kosmetikfarbstoff (eingeschränkt)                                           |
| Patentblau A                                       | Acid Blue 5  | Kosmetikfarbstoff                                                           |
| Patentblau IX, Patentblau AE oder Brillantblau FCF | Acid Blue 9  | Lebensmittelfarbstoff, Färben von Toilettenspülungen / Spülwasser           |

Strukturen: